# Sphelodon ugaldei
Sphelodon ugaldei är en stekelart som beskrevs av Carolina Godoy och Ian D. Gauld 2002. Sphelodon ugaldei ingår i släktet Sphelodon och familjen brokparasitsteklar. Inga underarter finns listade i Catalogue of Life.